# 建設工事従事者の安全及び健康の確保の推進に関する法律
建設工事従事者の安全及び健康の確保の推進に関する法律（けんせつこうじじゅうじしゃのあんぜんおよびけんこうのかくほのすいしんにかんするほうりつ、平成28年12月16日法律第111号）は、建設工事の作業員の安全と健康の確保に関する日本の法律である。通称は建設職人基本法。
2016年12月16日に公布された。

## 概要
国民の日常生活及び社会生活において建設業の果たす役割の重要性、建設業における重大な労働災害の発生状況等を踏まえ、公共工事のみならず全ての建設工事について建設工事従事者の安全及び健康の確保を図ることが等しく重要であることに鑑み、建設工事従事者の安全及び健康の確保に関し、基本理念を定め、並びに国、都道府県及び建設業者等の責務を明らかにするとともに、建設工事従事者の安全及び健康の確保に関する施策の基本となる事項を定めること等により、建設工事従事者の安全及び健康の確保に関する施策を総合的かつ計画的に推進し、もって建設業の健全な発展に資することを目的とする（第1条）。

## 経過
第192回国会で参議院・国土交通委員会で委員会提出法案として「建設工事従事者の安全及び健康の確保の推進に関する法律案」が提出され、2016年（平成28年）12月7日に参議院で可決され、同年12月9日に衆議院で可決され、成立した。
2016年（平成28年）12月16日に公布され、「公布の日から起算して三月を経過した日から施行する」こととなり（附則）、2017年（平成29年）3月16日から施行した。

## 構成
- 第1章 総則（第1条―第7条）
- 第2章 基本計画等（第8条・第9条）
- 第3章 基本的施策（第10条―第14条）
- 第4章 建設工事従事者安全健康確保推進会議（第15条）
- 附則